# Den blå engel
Den blå engel (originaltitel: Der blaue Engel) er en tysk musical-komedie-dramafilm fra 1930 instrueret af Josef von Sternberg og med Marlene Dietrich, Emil Jannings og Kurt Gerron i hovedrollerne. Filmen er baseret på romanen Professor Unrat af Heinrich Mann fra 1905.
Den blå engel præsenterer den tragiske forvandling af en respektabel professor til en kabaretklovn og hans nedstigning til vanvid. Filmen er den første tyske hele talefilm.
Filmen anses at være en klassiker i tysk film.

## Handling
Professor Immanuel Rath forelsker sig i natklubsangerinden Lola-Lola. De indleder et forhold, men da det afsløres, bliver professoren fyret. De to bliver gift, men uden et arbejder synker professoren så dybt, at han må optræde som klovn på natklubben.

## Om filmen
Filmen blev optaget i to versioner, en med tysk tale og en med engelsk. Den blå engel havde premiere i Berlin den 1. april 1930. Den havde dansk premiere i København i Alexandra Teatret den 18. august 1930 og er blevet vist med repremierer flere gange siden.
Filmen blev Marlene Dietrichs internationale gennembrud, og hun synger bla. "Ich bin von Kopf bis Fuß auf Liebe eingestellt" ("Jeg er fra top til tå indstillet på kærlighed").

## Medvirkende (i udvalg)
- Emil Jannings – professor Immanuel Rath
- Marlene Dietrich – Lola Lola
- Kurt Gerron – Kiepert, troldmanden
- Rosa Valetti – Guste, troldmandens hustru
- Hans Albers – Mazeppa, den stærke
- Reinhold Bernt – klovnen
- Eduard von Winterstein – rektoren